# Donjeux (Mosela)
Donjeux é uma comuna francesa na região administrativa de Grande Leste, no departamento de Moselle. Estende-se por uma área de 3,25 km². Em 2010 a comuna tinha 98 habitantes (densidade: 30,2 hab./km²).